# Polyrhachis gribodoi
Polyrhachis gribodoi är en myrart som beskrevs av Carlo Emery 1887. Polyrhachis gribodoi ingår i släktet Polyrhachis och familjen myror. Inga underarter finns listade i Catalogue of Life.